# Vicente Merino Jarpa

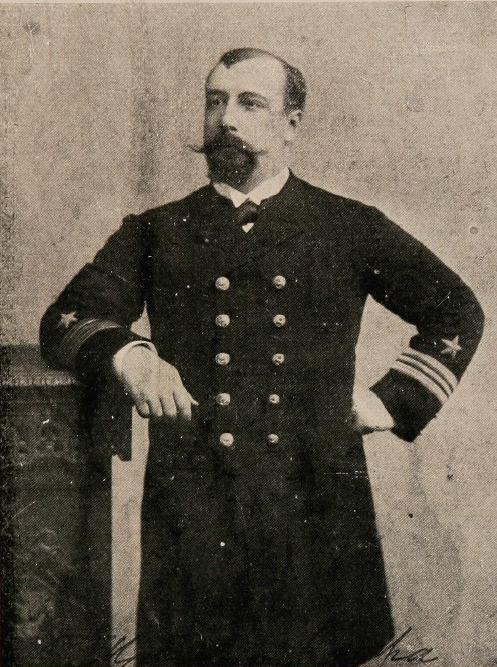
Vicente Merino Jarpa

Vicente Merino Jarpa (Linares 1 augustus 1855 - Santiago 10 juni 1900) was een Chileens marine-officier. 
Hij volgde een opleiding tot marine-officier aan de befaamde Escuela Militar del Libertador Bernardo O'Higgins. In 1879, tijdens de Salpeteroorlog, nam hij deel aan de zeeslag bij Angamos en de inname van Pisagua. Voorts nam hij deel aan de zeeslag bij Iquique en - in samenwerking met de artillerie - de inname van Arica (7 juni 1880).
Na de oorlog was hij o.a. luitenant-ter-zee en marine-instructeur. Aan het begin van de Burgeroorlog van 1891 schaarde hij zich als commandant van de Cachapoal aan de zijde van de rebellen en landde op 17 februari 1891 in de haven van Iquique. Twee dagen later wist hij met een beperkt aantal mannen Iquique te behouden tijdens een aanval van het regeringsleger. Aan het einde van de burgeroorlog voerde hij bevel over de fregat Lynch.
In 1893 werd hij bevorderd tot kapitein-ter-zee en commandant van de kruiser Esmeralda. Later kreeg hij het bevel over het slagschip Capitán Prat. In 1900 werd hij aangesteld als marine attaché bij de Chileense ambassade in Londen, maar op de heenreis met de O'Higgins - waar hij het bevel over voerde - werd hij plots ernstig ziek en was genoodzaakt om terug te keren naar Santiago waar hij op 10 juni 1900 overleed.
Zijn zoon Vicente Merino Bielich (1889-1977) was commandant en bevelhebber van de Chileense marine, minister van Binnenlandse Zaken en in 1946 waarnemend president. 